# Solaris Trollino 12

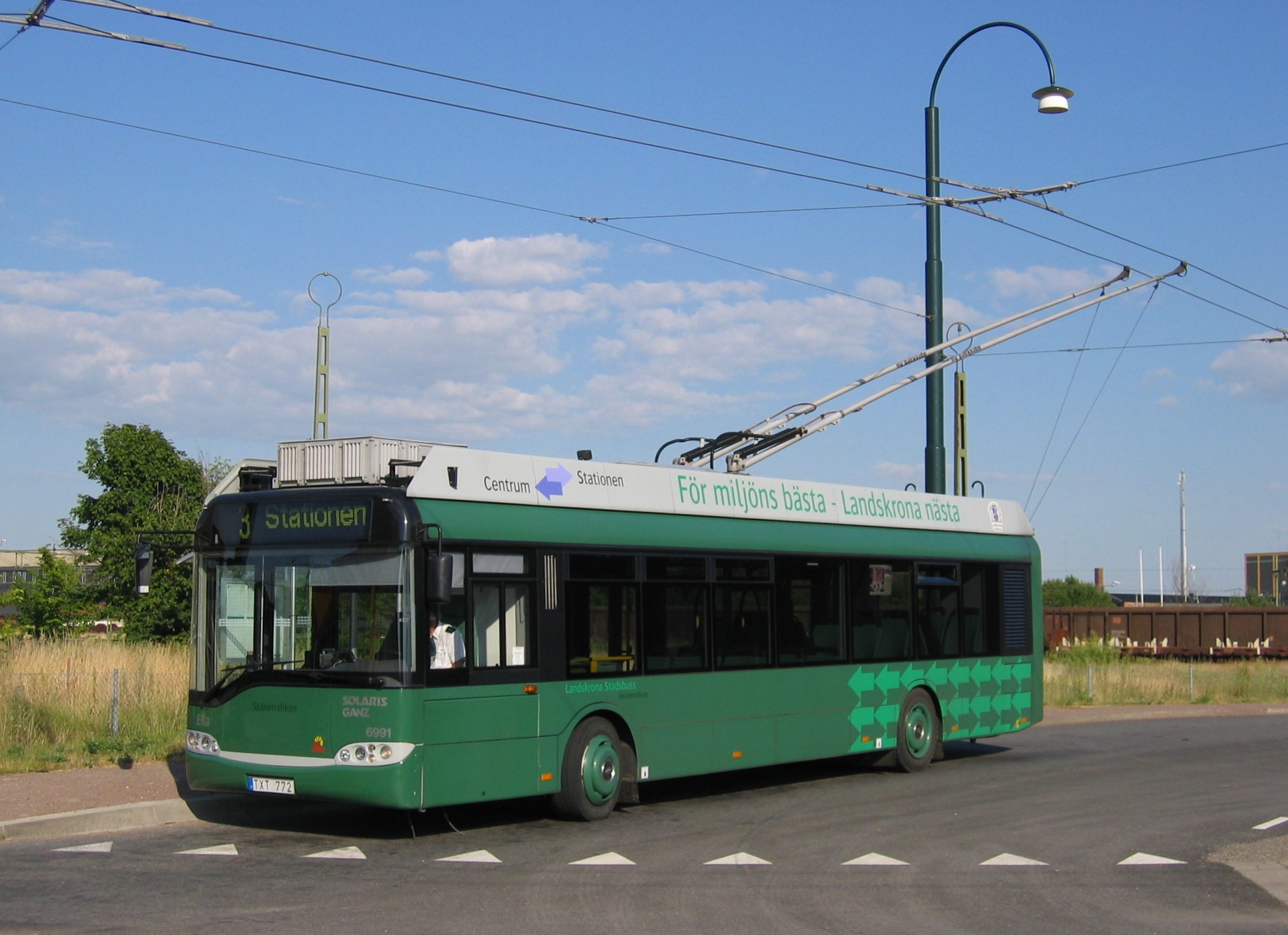
Solaris Trollino 12 ve švédském městě Landskrona

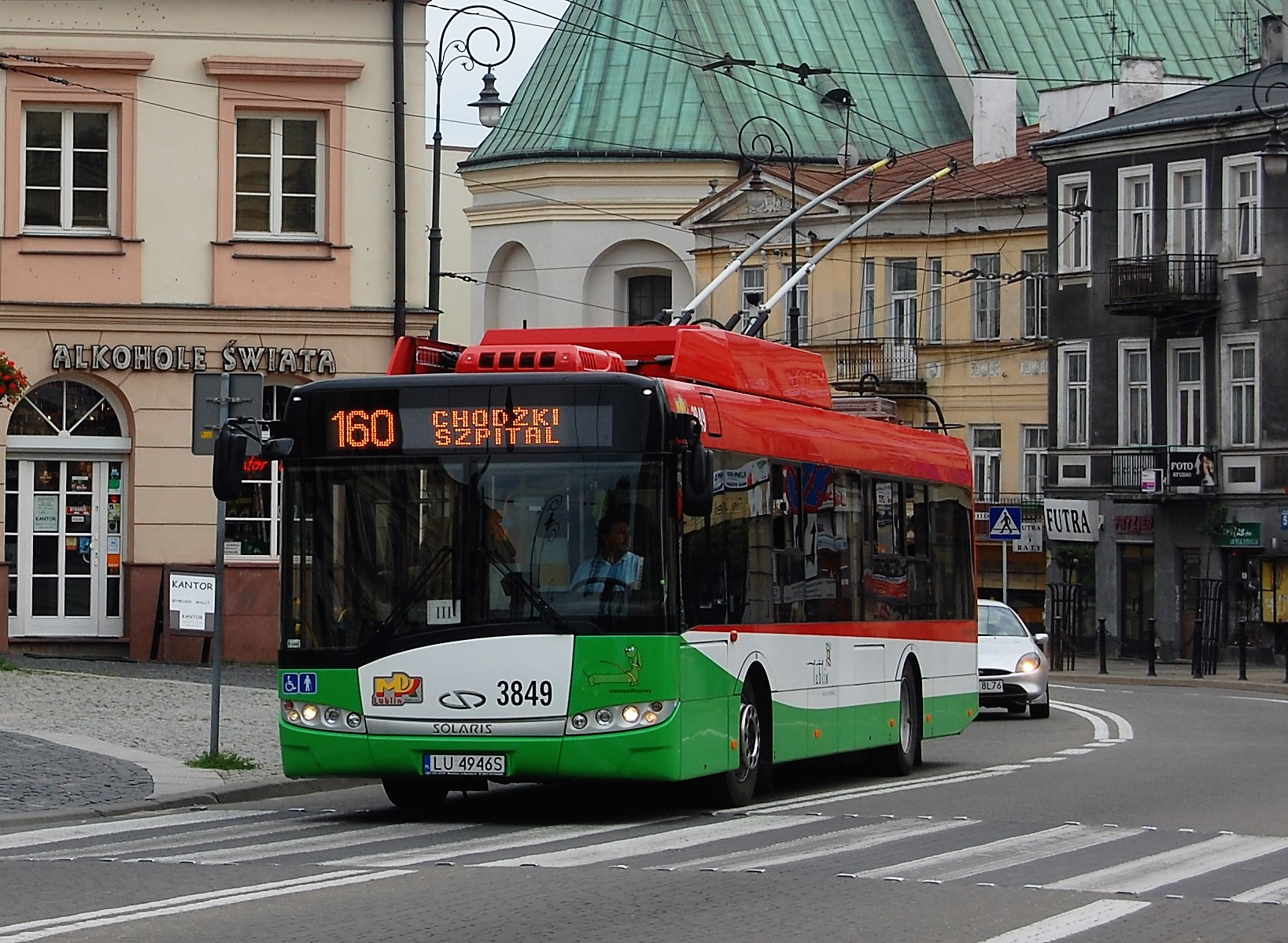
Solaris Trollino 12 v polském Lublinu

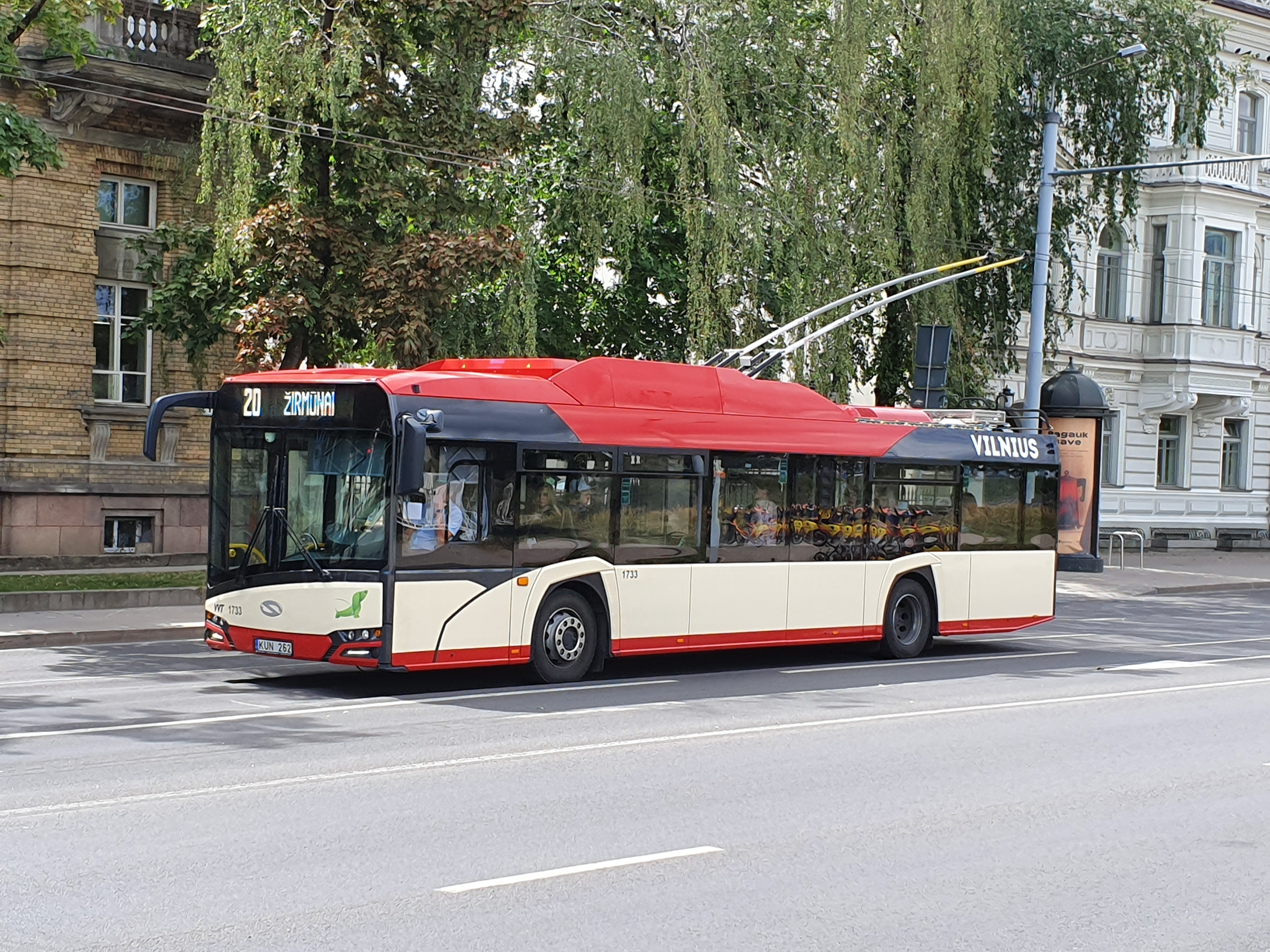
Solaris Trollino 12 v litevském Vilniusu

Solaris Trollino 12 je nízkopodlažní trolejbus, který je vyráběn od roku 2001 polskou firmou Solaris Bus & Coach.

## Konstrukce
Na začátku 21. století byl na bázi autobusu Solaris Urbino vyvinut nový nízkopodlažní trolejbus Solaris Trollino 12. Jde o standardní dvounápravový trolejbus se samonosnou karoserií. Elektrická výzbroj je u vozů 1. generace umístěna v tzv. „komíně“ v zadní části interiéru vozu. Trolejbusy 3. generace většinou mají výzbroj umístěnou na střeše vozu, kde je kryta nástavnými panely. V pravé bočnici se nacházejí troje dvoukřídlé skládací dveře.
Existuje několik variant trolejbusů Trollino 12. Všechny ale mají společného výrobce karoserie, jímž je polský Solaris. Vozy označené jako Trollino 12 T jsou vybaveny stejnosměrnou elektrickou výzbroj od polské společnosti Trobus Gdynia nebo od firmy Ganz-Skoda (dříve Ganz). Trolejbus Trollino 12 DC, který má stejnosměrnou elektrickou výzbroj TV Progress od společnosti Cegelec, existuje pouze v jednom exempláři v Opavě. Třetí varianta je označena jako Trollino 12 AC. Tyto vozy jsou vybaveny střídavou elektrickou výzbrojí TV Europulse od firmy Cegelec s asynchronním trakčním motorem. V trolejbusech Trollino 12 M se nachází střídavá výzbroj od polské firmy Medcom s asynchronním trakčním motorem typu STDa250-6B/175 od polské firmy EMIT S.A Żychlin. V Bukurešti se nachází jediný trolejbus Trollino, který je vybaven elektrickou výzbrojí rumunské firmy Astra. Dalším dodavatelem elektrické výzbroje je plzeňská Škoda Electric (Trollino 12 S), pokud je však finálním dodavatelem vozu Škoda, je trolejbus označen jako Škoda 26Tr.
Některé vozy mohou být na přání zákazníka také vybaveny pomocným naftovým agregátem, který umožňuje jízdu vozu i mimo trolejové vedení. Může tak být využit například při mimořádných výlukách.

## Prototypy
Tzv. polský prototyp (respektive první prototyp) vozu Trollino 12 T byl vyroben v roce 2001, následně jezdil v Gdyni s evidenčním číslem 3001. Odstaven z provozu byl na konci roku 2021. Tzv. český prototyp Trollino 12 DC byl vyroben v roce 2002. Po zkouškách v Ostravě a Opavě byl v roce 2003 definitivně prodán do Opavy, kde obdržel evidenční číslo 84. Na jaře v roce 2019 byl vůz odstaven z provozu. Vyřazen byl v červnu 2020 a následně byl odprodán.

## Dodávky trolejbusů
| Současný stát | Město                 | Článek | Typ               | Roky dodávek | Počet vozů | Evidenční čísla při dodání                                                                | Poznámky                                                    | Zdroj         |
| ------------- | --------------------- | ------ | ----------------- | ------------ | ---------- | ----------------------------------------------------------------------------------------- | ----------------------------------------------------------- | ------------- |
| Bulharsko     | Pleven                | článek | Trollino 12 S     | 2018         | 14         | 241–254                                                                                   | všechny s pomocnými bateriemi                               | [ 4 ]         |
| Bulharsko     | Stara Zagora          | článek | Trollino 12 S     | 2015         | 14         | 1039–1052                                                                                 |                                                             | [ 5 ]         |
| Česko         | Chomutov – Jirkov     | článek | Trollino 12 AC    | 2006         | 5          | 101–105                                                                                   |                                                             | [ 6 ]         |
| Česko         | Opava                 | článek | Trollino 12 DC    | 2003         | 1          | 84                                                                                        |                                                             | [ 7 ]         |
| Česko         | Opava                 | článek | Trollino 12 AC    | 2004–2007    | 15         | 85–99                                                                                     | č. 91–98 s dieselagregátem                                  | [ 8 ]         |
| Česko         | Ostrava               | článek | Trollino 12 AC    | 2003–2008    | 14         | 3701–3714                                                                                 |                                                             | [ 9 ]         |
| Estonsko      | Tallinn               | článek | Trollino 12 T     | 2002–2004    | 18         | 315–332                                                                                   |                                                             | [ 10 ] [ 11 ] |
| Estonsko      | Tallinn               | článek | Trollino 12 AC    | 2007–2010    | 14         | 333–346                                                                                   |                                                             | [ 12 ]        |
| Francie       | Saint-Étienne         | článek | Trollino 12 S     | 2019–2021    | 23         | 131–153                                                                                   |                                                             | [ 13 ]        |
| Itálie        | Cagliari              | článek | Trollino 12 S     | 2011–2015    | 18         | 701–718                                                                                   |                                                             | [ 14 ]        |
| Itálie        | La Spezia             | článek | Trollino 12 AC    | 2013         | 8          | 815–822                                                                                   |                                                             | [ 15 ]        |
| Itálie        | La Spezia             | článek | Trollino 12 Kiepe | 2022         | 14         | 4823–4836                                                                                 |                                                             | [ 16 ]        |
| Itálie        | Neapol                | článek | Trollino 12 T     | 2004         | 10         | 121–130                                                                                   |                                                             | [ 17 ]        |
| Itálie        | Parma                 | článek | Trollino 12 Kiepe | 2020–2022    | 18         | 5055–5072                                                                                 |                                                             | [ 18 ]        |
| Itálie        | Sanremo               | článek | Trollino 12 AC    | 2007         | 2          | 1800, 1801                                                                                |                                                             | [ 19 ]        |
| Litva         | Kaunas                | článek | Trollino 12 AC    | 2006–2007    | 42         | 001–042                                                                                   |                                                             | [ 20 ]        |
| Litva         | Kaunas                | článek | Trollino 12 M     | 2019         | 85         | 058–143                                                                                   |                                                             | [ 21 ]        |
| Litva         | Vilnius               | článek | Trollino 12 S     | 2018–2019    | 41         | 1721–1745, 2746–2761                                                                      |                                                             | [ 22 ]        |
| Maďarsko      | Budapešť              | článek | Trollino 12 T     | 2005–2007    | 16         | 601–616                                                                                   |                                                             | [ 23 ]        |
| Maďarsko      | Budapešť              | článek | Trollino 12 S     | 2015–2019    | 27         | 8000–8016, 8100–8109                                                                      |                                                             | [ 24 ] [ 25 ] |
| Maďarsko      | Debrecín              | článek | Trollino 12 T     | 2005–2007    | 21         | 341–345, 371–386                                                                          |                                                             | [ 26 ] [ 27 ] |
| Polsko        | Gdyně                 | článek | Trollino 12 T     | 2001         | 4          | 3001, 3002, 3037, 3038                                                                    |                                                             | [ 28 ]        |
| Polsko        | Gdyně                 | článek | Trollino 12 AC    | 2003–2008    | 18         | 3003, 3005, 3009, 3011, 3028, 3030, 3032, 3033, 3036, 3039, 3040, 3042, 3043, 3081–3085   |                                                             | [ 29 ]        |
| Polsko        | Gdyně                 | článek | Trollino 12 M     | 2009–2020    | 57         | 3004, 3006–3008, 3010, 3012–3027, 3029, 3031, 3034, 3035, 3041–3048, 3067–3080, 3086–3098 | 3004, 3013–3020, 3041–3048, 3093–3098 s pomocnými bateriemi | [ 30 ] [ 31 ] |
| Polsko        | Lublin                | článek | Trollino 12 M     | 2007–2013    | 23         | 836, 837, 3839, 3874–3893                                                                 |                                                             | [ 32 ]        |
| Polsko        | Lublin                | článek | Trollino 12 AC    | 2008         | 1          | 838                                                                                       |                                                             | [ 33 ]        |
| Polsko        | Lublin                | článek | Trollino 12 S     | 2011–2012    | 30         | 3842–3851, 3853–3857, 3859–3873                                                           |                                                             | [ 34 ]        |
| Polsko        | Tychy                 | článek | Trollino 12 T     | 2002–2008    | 4          | 003, 004, 007, 011                                                                        |                                                             | [ 35 ]        |
| Polsko        | Tychy                 | článek | Trollino 12 AC    | 2004–2005    | 2          | 005, 006                                                                                  |                                                             | [ 36 ]        |
| Polsko        | Tychy                 | článek | Trollino 12 M     | 2013–2019    | 18         | 25–42                                                                                     | 40–42 s pomocnými bateriemi                                 | [ 37 ]        |
| Portugalsko   | Coimbra               | článek | Trollino 12 S     | 2010         | 1          | 75                                                                                        |                                                             | [ 38 ]        |
| Rumunsko      | Baia Mare             | článek | Trollino 12 S     | 2014         | 12         | GR0101–GR0112                                                                             |                                                             | [ 39 ]        |
| Rumunsko      | Medias                | článek | Trollino 12 S     | 2021         | 3          | 850–852                                                                                   |                                                             | [ 40 ]        |
| Rumunsko      | Ploješť               | článek | Trollino 12 S     | 2021         | 20         | 5925–5944                                                                                 |                                                             | [ 41 ]        |
| Rumunsko      | Targu Jiu             | článek | Trollino 12 S     | 2021–2022    | 17         | Târgu-Jiu 1616–Târgu-Jiu 1626, Târgu-Jiu 1725–Târgu-Jiu 1730                              |                                                             | [ 42 ]        |
| Španělsko     | Castellón de la Plana | článek | Trollino 12 S     | 2014         | 6          | 7–12                                                                                      | Metrostyle                                                  | [ 43 ]        |
| Švédsko       | Landskrona            | článek | Trollino 12 T     | 2003         | 3          | 7231–7233                                                                                 |                                                             | [ 44 ]        |
| Švédsko       | Landskrona            | článek | Trollino 12 S     | 2010–2013    | 2          | 6990, 6994                                                                                |                                                             | [ 45 ]        |
| Švýcarsko     | La Chaux-de-Fonds     | článek | Trollino 12 AC    | 2005         | 3          | 131–133                                                                                   |                                                             | [ 46 ]        |